# Baltazar Báthory

Blazonul nobiliar al familiei Báthory, de genere Gutkeled

Baltazar Báthory, în maghiară Báthory Boldizsár (n. 1560, Cracovia, Regatul Poloniei – d. 11 septembrie 1594, Gherla, Cluj, România) a fost principe al Transilvaniei în 1594.